# Hartmut Kaelble
Hartmut Kaelble (* 12. April 1940 in Göppingen) ist ein deutscher Historiker. Er lehrte von 1971 bis 1991 als Professor für Wirtschafts- und Sozialgeschichte an der FU Berlin und von 1991 bis 2008 als Professor für Sozialgeschichte an der Humboldt-Universität Berlin. Kaelble gehört zu den renommiertesten Sozialhistorikern der Bundesrepublik.

## Leben und Wirken
Hartmut Kaelble wurde als Sohn des Kaufmanns Fritz Kaelble und dessen Frau Hilde, geb. Schühle, in Göppingen geboren und wuchs in Pfalzgrafenweiler auf. Den Schulabschluss machte er in Freudenstadt. Kaelble studierte von 1959 bis 1965 die Fächer Geschichte, Soziologie, Staatsrecht in Tübingen und an der Freien Universität Berlin. Im Jahr 1966 wurde er an der FU Berlin mit dem von Gerhard A. Ritter betreuten Thema über den Centralverband deutscher Industrieller von 1896 bis 1914 promoviert. Von 1968 bis 1971 war er zunächst Assistent und dann Assistenzprofessor am Institut für Wirtschafts- und Sozialgeschichte der FU Berlin. Seine Habilitation für Neuere Geschichte erfolgte 1971 an der FU Berlin mit dem Thema Berliner Unternehmer während der frühen Industrialisierung. Von 1971 bis 1991 lehrte er als Professor Sozial- und Wirtschaftsgeschichte an der FU Berlin. Von 1991 bis 2008 lehrte er als Professor für Sozialgeschichte an der Humboldt-Universität zu Berlin. Dort war er 1996/97 Direktor des Instituts für Geschichtswissenschaften der Humboldt-Universität zu Berlin. Anschließend war er Seniorprofessor (2008–2010, 2011–2013) am Institut für Geschichtswissenschaften der Humboldt-Universität.
Über mehr als drei Jahrzehnte veröffentlichte er zahlreiche Arbeiten zur Sozialgeschichte oft auch in europäisch-vergleichender Perspektive. Zu seinen Forschungsschwerpunkten zählen die soziale Mobilität, die soziale Ungleichheit, die europäische Identität, die Sozialgeschichte der europäischen Integration und die vergleichende Sozialgeschichte. Im Jahr 1999 veröffentlichte er eine Einführung über den historischen Vergleich. Mit seiner Einführung möchte er „dem Vergleich als Methode der Geschichtswissenschaft eine breitere Anerkennung verschaffen.“ Er veröffentlichte 2001 eine Arbeit über die verschiedenen Wege zur Demokratie in Europa von der Französischen Revolution zur Europäischen Union. Nach Kaelble ist bei der Geschichte der europäischen Demokratisierung „keine lineare Entwicklung zu immer mehr Demokratie“ zu beobachten, sondern die Demokratisierung verlief in den europäischen Nationalstaaten „in Sprüngen nach vorn und zurück“. Ebenfalls 2001 erschien von ihm eine Darstellung über die Entstehung des europäischen Selbstverständnisses im 19. und 20. Jahrhundert.
Im Jahr 2011 erschien von ihm eine Geschichte Europas zwischen 1945 und 1989. Im Jahr 2017 veröffentlichte er eine Darstellung sozialer Ungleichheit in Europa von 1900 bis in die Gegenwart. Mit dieser Arbeit verfolgt er mehrere Ziele. Die Geschichte der Ungleichheit will er in einem „globalen Vergleich“ vor allem mit den USA betrachten. Dabei werden „Veränderungen von sozialer Ungleichheit […] nicht nur beschrieben, sondern auch zu erklären versucht“. Nach Kaelble müssen beim historischen Wandel der sozialen Ungleichheit auch Bildung, Gesundheit und Wohnen berücksichtigt und nicht nur Einkommen und Vermögen erschlossen werden. Diese Aspekte will Kaelble für den Verlauf des 20. Jahrhunderts im europäischen Vergleich untersuchen. Mit Rüdiger Hohls gab er 2016 einen Sammelband zur europäischen Integration heraus. Mit der Auswahl der Beiträge wollen die Herausgeber erreichen, dass „möglichst die wichtigen Ereignisse und Themenfelder zur Sprache kommen und die langen Linien der europäischen Integration angesprochen werden.“
Von 2004 bis 2006 war er Vorsitzender des deutsch-französischen Historikerkomitees. Für seine Forschungen wurde Kaelble 1997 die Ehrendoktorwürde der Sorbonne (Paris I) verliehen. 2000 wurde er Chevalier im ordre des palmes académiques. 2003 erhielt Kaelble den Gay-Lussac-Humboldt-Preis des französischen Erziehungsministeriums. Kaelble war Gastprofessor an der École des Hautes Études en Sciences Sociales (2002), Gastprofessor am Wissenschaftszentrum Berlin (2002/03), am College d’Europe in Brügge (2004–2010) und an der Sorbonne (Paris I) (2001).

## Schriften (Auswahl)
Monografien
- Das soziale Europa. Europäische Sozialpolitik und nationale Wohlfahrtsstaaten 1883–2020. Campus, Frankfurt am Main u. a. 2024, ISBN 978-3-593-51940-1.
- The rich and the poor in modern Europe, 1890–2020. A historian's response to recent debates among economists. Berghahn, New York 2023, ISBN 978-1-80073-962-8.
- Historisch vergleichen. Eine Einführung. Campus, Frankfurt am Main 2021, ISBN 978-3-593-51440-6.
- Eine europäische Gesellschaft? Beiträge zur Sozialgeschichte Europas vom 19. bis ins 21. Jahrhundert (= Kritische Studien zur Geschichtswissenschaft. Band 236). Vandenhoeck & Ruprecht, Göttingen 2020, ISBN 978-3-525-31119-6.
- Der verkannte Bürger. Eine andere Geschichte der europäischen Integration seit 1950. Campus, Frankfurt am Main 2019, ISBN 978-3-593-51034-7.
- Mehr Reichtum, mehr Armut. Soziale Ungleichheit in Europa vom 20. Jahrhundert bis zur Gegenwart. Campus Verlag, Frankfurt am Main 2017, ISBN 978-3-593-50679-1.
- Kalter Krieg und Wohlfahrtsstaat. Europa 1945–1989 (= Beck'sche Reihe. Band 1988). Beck, München 2011, ISBN 978-3-406-61327-2.
- Sozialgeschichte Europas: 1945 bis zur Gegenwart. Beck, München 2007, ISBN 978-3-406-54984-7.
- Wege zur Demokratie. Von der Französischen Revolution zur Europäischen Union. DVA, München u. a. 2001, ISBN 3-421-05484-3.
- Europäer über Europa. Die Entstehung des europäischen Selbstverständnisses im 19. und 20. Jahrhundert. Campus, Frankfurt am Main u. a. 2001, ISBN 3-593-36704-1.
- Der historische Vergleich. Eine Einführung zum 19. und 20. Jahrhundert. Campus, Frankfurt am Main u. a. 1999, ISBN 3-593-36204-X.
  - Überarbeitete Ausgabe: Historisch Vergleichen. Eine Einführung. Campus, Frankfurt am Main 2021, ISBN 978-3-593-51440-6.
- Industrialisierung und soziale Ungleichheit. Europa im 19. Jahrhundert. Eine Bilanz. Vandenhoeck & Ruprecht, Göttingen 1983, ISBN 3-525-01328-0.
- Soziale Mobilität und Chancengleichheit im 19. und 20. Jahrhundert. Deutschland im internationalen Vergleich (= Kritische Studien zur Geschichtswissenschaft. Band 55). Vandenhoeck & Ruprecht, Göttingen 1983, ISBN 3-525-35713-3.
- mit Horst Matzerath, Hermann-Josef Rupieper, Peter Steinbach, Heinrich Volkmann: Probleme der Modernisierung in Deutschland. Sozialhistorische Studien zum 19. und 20. Jahrhundert (= Schriften des Zentralinstituts für Sozialwissenschaftliche Forschung der Freien Universität Berlin. Band 27). Westdeutscher Verlag, Opladen 1978, ISBN 3-531-11430-1.
- Berliner Unternehmer während der frühen Industrialisierung. Herkunft, sozialer Status und politischer Einfluß (= Veröffentlichungen der Historischen Kommission zu Berlin. Band 40). De Gruyter, Berlin u. a. 1972, ISBN 3-11-003873-0 (Zugleich: Berlin (West), Freie Universität, Habilitations-Schrift, 1971).
- Industrielle Interessenpolitik in der Wilhelminischen Gesellschaft. Centralverband Deutscher Industrieller 1895–1914. Mit einem Vorwort von Gerhard A. Ritter (= Veröffentlichungen der Historischen Kommission zu Berlin beim Friedrich-Meinecke-Institut der Freien Universität Berlin. Band 27). De Gruyter, Berlin 1967.

Herausgeberschaften
- mit Rüdiger Hohls: Geschichte der Europäischen Integration bis 1989. Steiner, Stuttgart 2016, ISBN 3-515-11303-7.
- Das europäische Sozialmodell. Auf dem Weg zum transnationalen Sozialstaat (= WZB-Jahrbuch. 2004). Edition Sigma, Berlin 2004, ISBN 3-89404-004-1.
- zusammen mit Jürgen Schriewer: Vergleich und Transfer. Komparatistik in den Sozial-, Geschichts- und Kulturwissenschaften. Campus, Frankfurt am Main u. a. 2003, ISBN 3-593-36884-6.
- Transnationale Öffentlichkeiten und Identitäten im 20. Jahrhundert. Campus, Frankfurt am Main u. a. 2002, ISBN 3-593-37048-4.
- zusammen mit Dietmar Rothermund: Nichtwestliche Geschichtswissenschaften seit 1945 (= Comparativ. 11 (2001), Heft 4). Leipziger Universitäts-Verlag, Leipzig 2001, ISBN 3-935693-40-0.
- zusammen mit Ruth Federspiel: Soziale Mobilität in Berlin: 1825–1957 (= Quellen und Forschungen zur historischen Statistik von Deutschland. Band 10). Scripta-Mercaturae, St. Katharinen 1990, ISBN 3-922661-75-0.